# Somos el 99%

Juntos, póster referido al movimiento Occupy Wall Street y el lema We are the 99% (Somos el 99%).

Somos el 99% o somos el 99 por ciento (en inglés original We are the 99%) es una lema político usado inicialmente por el movimiento Occupy Wall Street y extendido por numerosos países del mundo que reivindica a la mayoría de la población (el 99%), frente a la mínima parte de la población más rica, según algunos autores el 1%, para otros el 0,1% y para autores como Ari Berman el 0,0000063%. Dicha minoría estaría tomando las decisiones económicas, políticas y sociales en contra de los intereses de inmensa mayoría de la población.
Para los economistas Vicenç Navarro, Paul Krugman y el historiador económico Josep Fontana, entre otros, el origen de enorme distancia entre los más ricos y el resto de la población estaría en La gran divergencia económica y social que se inicia en la década de 1970 y que se muestra con especial crudeza en la Crisis mundial económica de 2008-2012.

## La riqueza del 1% y la pobreza del 99% de la población
El eslogan Somos el 99% hace referencia a la mayoría de la población estadounidense, pero también de una gran mayoría de países de todo el mundo que siendo mayoritaria y por lo tanto constituir, en países cuyas constituciones se declaran democráticas, la fuerza representativa de una democracia efectiva o democracia real que defienda sus intereses sociales, económicos y políticos. Frente a la mayoría de la población (el 99%) esta la minoría o 1% quien verdaderamente estaría tomando decisiones políticas, económicas y sociales contrarias al interés de la mayoría de la población.
En palabras del economista español Vicenç Navarro:

El poder económico y financiero se basa en el poder de personas que derivan su poder de la propiedad que tienen sobre el capital financiero y empresarial. Esta aclaración es necesaria porque las instituciones financieras y grandes empresas están controladas por personas de carne y hueso que tienen nombres y apellidos propios y cuyo número es mucho más reducido de lo que la población cree. Hoy estamos gobernados financiera y económicamente por élites muy minoritarias, que están detrás de aquellas instituciones y que tienen una enorme influencia sobre las instituciones definidas como representativas en los sistemas democráticos.

Estas reflexiones vienen a raíz del eslogan utilizado por los indignados en EEUU: “Nosotros somos el 99%”, es decir, nosotros somos la gran mayoría de la población de EEUU, que tiene razones para estar indignada frente al 1% de la población que determina la vida económica y política del 99% restante a través de un enorme control sobre los recursos del país. Según los últimos estudios de la distribución de la riqueza y de las rentas en EEUU, el 1% de la población posee el 40% de toda la riqueza (era el 33% hace 25 años) y el 42% de todas las acciones e instrumentos bancarios que generan dinero. La gran mayoría de la población (el 80%) posee sólo un 7% del capital financiero. En realidad, para encontrar cifras comparables tenemos que ir a los años veinte del siglo pasado. La clase capitalista –los propietarios y gestores del capital financiero y de las grandes empresas, que en EEUU se conoce como la Corporate Class– es más fuerte y tiene más riqueza y propiedad que nunca. De ahí que los indignados estadounidenses salgan a la calle y denuncien esta realidad.

## Origen del lemaWe are the 99%en Estados Unidos

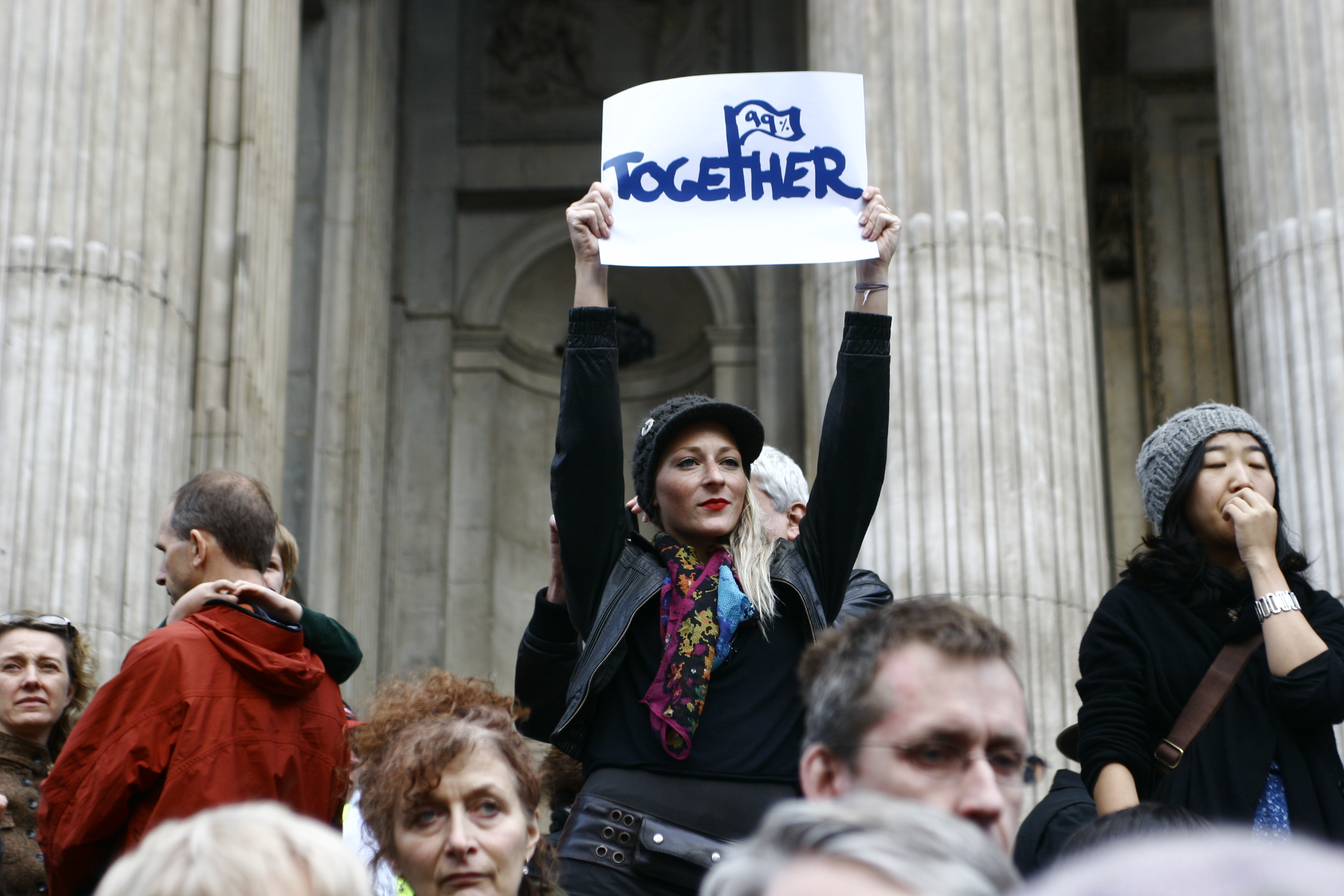
Manifestante de Occupy London' con el lema Togehter - We are the 99%

El lema We are the 99% fue originalmente el nombre de un blog (concretamente un Tumblr o plataforma de Microblogging) puesto en marcha a finales de agosto de 2011 anónimamente por una persona que declaró que tenía 28 años de edad, era un activista de Nueva York y se llamaba "Chris".
La frase se refiere indirectamente a la concentración de la riqueza en el 1% de la población y reflejaría la consciencia de que el "99%" restante estaría pagando el precio por los errores pero también por los intereses de una pequeña minoría.
La frase fue acogida como una consigna unificadora por el movimiento Occupy Wall Street. Según el Wall Street Journal, para que una persona pueda estar entre el 1% de la población con mayores ingresos en Estados Unidos debería tener, en el año 2011, unos ingresos anuales superiores a los 506.000 dólares.

## Otras lecturas
- Fox, Jonathan A.; Brown David, L. (1998.) The struggle for accountability: the World Bank, NGOs, and grassroots movements. Massachusetts Institute of Technology. ISBN 0-262-56117-4